# پارکر (پنسیلوانیا)
پارکر (به انگلیسی: Parker) شهری در ایالت پنسیلوانیا کشور ایالات متحده آمریکا است که جمعیت آن در سرشماری سال ۲۰۱۰ میلادی، ۸۴۰ نفر بوده‌است.